# Yukarıyenice, Dazkırı
Yukarıyenice là một xã thuộc huyện Dazkırı, tỉnh Afyonkarahisar, Thổ Nhĩ Kỳ. Dân số thời điểm năm 2011 là 421 người.